# Четецеле
Четецеле (рум. Cetățele) — село у повіті Марамуреш в Румунії. Входить до складу комуни Шишешть.
Село розташоване на відстані 395 км на північний захід від Бухареста, 13 км на південний схід від Бая-Маре, 91 км на північ від Клуж-Напоки.

## Населення
За даними перепису населення 2002 року у селі проживали 667 осіб, усі — румуни. Усі жителі села рідною мовою назвали румунську.